# Charoides thysbe
Charoides thysbe là một loài bọ cánh cứng trong họ Cerambycidae.